# Nejc Pečnik
Nejc Pečnik (* 3. ledna 1986 Dravograd, SFR Jugoslávie) je slovinský fotbalový záložník a reprezentant, který působí v japonském klubu JEF United Ichihara Chiba.
Jeho starší bratr Andrej Pečnik je také fotbalista a též se představil ve slovinském národním týmu.

## Klubová kariéra
- NK Dravograd (mládežnické týmy)
- NK Celje 2002–2009
- →  AC Sparta Praha 2008–2009 (hostování)
- CD Nacional 2009–2012
- →  Křídla Sovětů Samara 2011 (hostování)
- Sheffield Wednesday FC 2012–2013
- FK Crvena zvezda 2013–2014
- JEF United Ichihara Chiba 2015–

## Reprezentační kariéra
Nejc Pečnik působil ve slovinské mládežnické reprezentaci U21.
V A-mužstvu Slovinska debutoval 1. 4. 2009 v kvalifikačním zápase v Belfastu proti týmu Severního Irska (porážka 0:1).
Zúčastnil se Mistrovství světa 2010 v Jihoafrické republice, kde Slovinci obsadili se čtyřmi body nepostupovou třetí příčku základní skupiny C. Pečnik nastoupil ve dvou zápasech zápasech skupiny ze tří (postupně proti Alžírsku a USA).